# موزه ساختمان ملی
موزه ساختمان ملی (انگلیسی: National Building Museum) در پلاک 401 f خیابان شمال غربی واشینگتن، دی.سی. آمریکا قرار داد و موزه‌ای برای «معماری، طراحی، مهندسی، ساخت‌وساز، و برنامه‌ریزی شهری» است. این موزه با فرمان کنگره آمریکا در ۱۹۸۰ تأسیس شد و یک سازمان غیرانتفاعی خصوصی محسوب می‌شود. این بنا در مجاورت یادبود ملی مجریان قانون و متروی واشینگتن قرار دارد. ساختمان موزه، که در سال ۱۸۸۷ تکمیل شد، پیشتر ساختمان «اداره حقوق بازنشستگی ایالات متحده» بود و یکی از بزرگترین نمونه‌های سبک احیای رنسانس در معماری است این بنا در سال ۱۹۸۵ در فهرست بناهای نمادین تاریخی ملی آمریکا ثبت شد.